# Ludwig Rubelli von Sturmfest

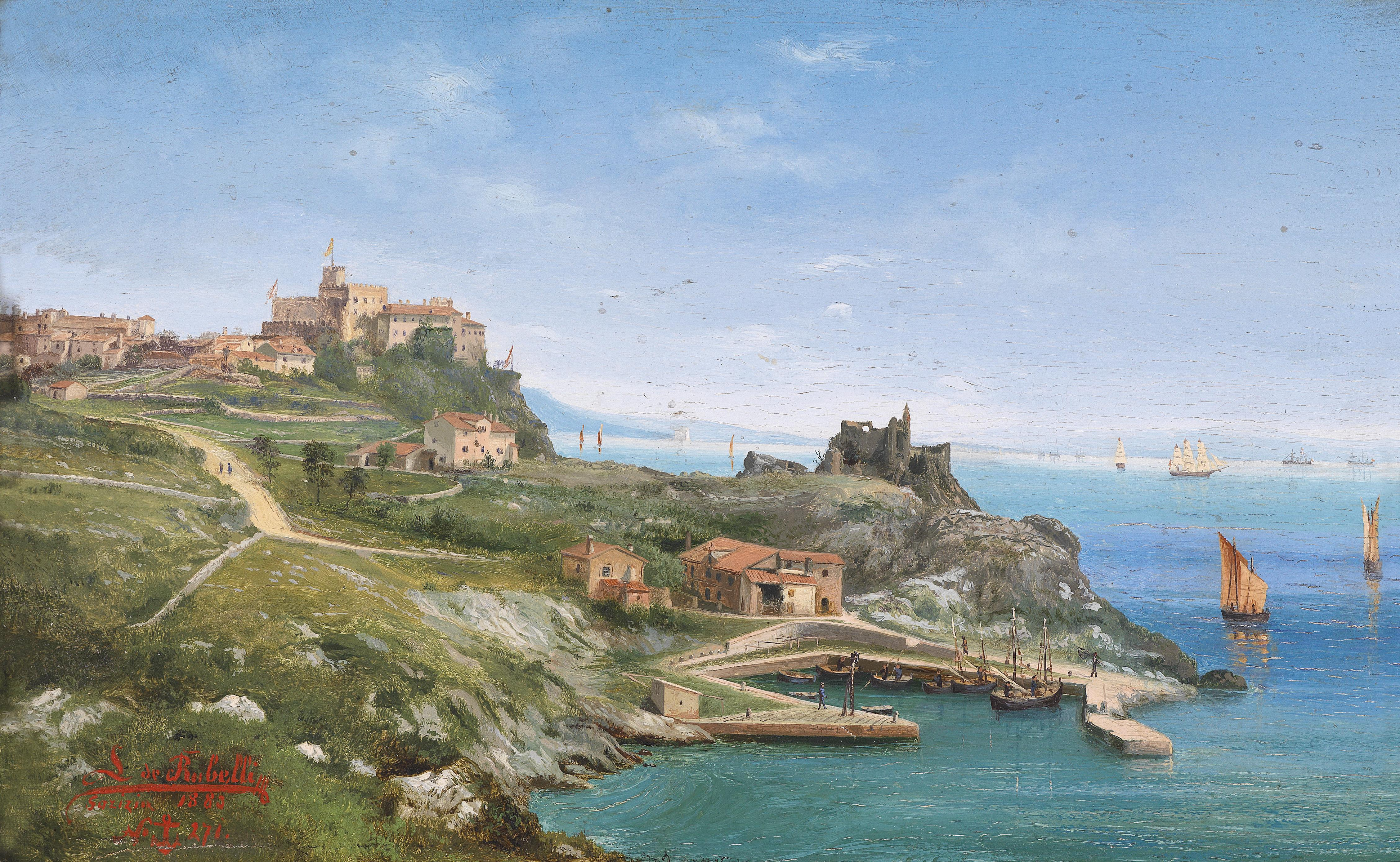
Schloss Duino, 1883

Ludwig Rubelli von Sturmfest (auch Lodovico Rubelli; * 1. Jänner 1841 in Zara, Dalmatien; † 25. Jänner 1905 in Graz) war ein österreichischer Marinemaler italienischer Abstammung.

## Leben
Rubelli trat als Sohn eines Oberst-Auditors im Jahre 1861 in die k.k. Kriegsmarine ein, aus der er bereits zwei Jahre später unter nicht näher bekannten Umständen wieder entlassen wurde. Sein weiterer Werdegang ist unbekannt, erst in den 1880er Jahren wird er als Marinemaler bekannt. Seine Gemälde, die vereinzelt auch in kaiserlichen Besitz gelangten, stellte Rubelli auf selbst veranstalteten Ausstellungen in den Hotels von Triest, Fiume und Budapest aus. Er selbst lebte mit seiner Familie in Görz.
Seine Bilder waren vor allem vom ungarischen Adel und von Reedereien geschätzt. Neben zahlreichen Schiffsporträts sind auch Historiengemälde und Landschaftsbilder von ihm bekannt. Ähnlich wie seine Zeitgenossen August von Ramberg und Alexander Kircher verstand auch er viel vom Schiffsbetrieb, so dass seine Schiffsdarstellungen zu den besten Gemälden dieses Genres gehören.
Rubelli wurde 1904 wegen geistiger Umnachtung in eine Heilanstalt eingeliefert und seine Atelierbestände wurden im Dezember versteigert. Er verstarb in der Irrenanstalt, dem sogenannten „Feldhof“ bei Graz in der Steiermark.

## Werke (Auszug)
- Szene aus der Seeschlacht bei Lissa – Steuermann Carcovich erbeutet die Flagge der Palestro, 1898, Öl auf Leinwand, 118 × 138 cm, Heeresgeschichtliches Museum, Wien[3]
- Fischer in ihren Booten in nördlichen Gewässern, 1881, Öl auf Karton, 35×50 cm
- Schloss Duino, 1883 (Privatbesitz).
- Die Familie des Prinzen von Liechtenstein in einer Gondel, Öl auf Leinwand, 70,5×125 cm
- Venedig, der Bucintoro bei Mondschein, Öl auf Leinwand, 42×69 cm